# سیارک ۴۵۹۳
سیارک ۴۵۹۳ (به انگلیسی: 4593 Reipurth، نامگذاری:1980FV1) چهار هزار و پانصد و نود و سومین سیارک کشف شده‌است که در ۱۶ مارس ۱۹۸۰ کشف شد.
قدر مطلق سیارک برابر ۱۲٫۱۰ است.